# Prawo wekslowe
Prawo wekslowe – zbiór przepisów prawnych regulujący instytucje specyficzne dla weksla jako papieru wartościowego. Wydany ustawą z dnia 28 kwietnia 1936 r. Prawo wekslowe, z mocą obowiązującą od 1 lipca 1936 r.

## Geneza
Uchwalenie Prawa wekslowego wiązało się z ratyfikowaniem przez Polskę trzech konwencji genewskich podpisanych 6 czerwca 1930 r., a to konwencji w sprawie jednolitej ustawy o wekslach trasowanych i własnych (Dz.U. z 1937 r. nr 26, poz. 175), konwencji o uregulowaniu pewnych kolizji ustaw w przedmiocie weksli trasowanych i własnych (Dz.U. z 1937 r. nr 26, poz. 177) oraz konwencji dotyczącej opłaty stemplowej w przedmiocie weksli trasowanych i własnych (Dz.U. z 1937 r. nr 26, poz. 179). Ustawa polska stanowi tłumaczenie jednolitej ustawy wekslowej. Wraz z jej wejściem w życie przestało obowiązywać rozporządzenie Prezydenta Rzeczypospolitej z dnia 14 listopada 1924 r. o prawie wekslowym (Dz.U. z 1924 r. nr 100, poz. 926).

## Systematyka ustawy i akty wykonawcze
Prawo wekslowe składa się z trzech tytułów, które z kolei dzielą się na działy:
1. Tytuł I – Weksel trasowany – art. 1-100
2. Tytuł II – Weksel własny – art. 101-104
3. Tytuł III – Przepisy tymczasowe i przejściowe – art. 105-111.

Akty wykonawcze do ustawy:
- rozporządzenie Ministra Sprawiedliwości z dnia 19 listopada 1936 r. o niszczeniu odpisów protestów weksli i czeków (Dz.U. z 1936 r. nr 90, poz. 625, z późn. zm.)
- rozporządzenie Ministra Sprawiedliwości z dnia 9 października 1965 r. w sprawie sporządzania protestów weksli przez urzędy pocztowe (Dz.U. z 1965 r. nr 45, poz. 282) (uznane za uchylone).

## Nowelizacje
Z uwagi na związanie Polski treścią jednolitej ustawy wekslowej, przez ponad 80 lat obowiązywania Prawa wekslowego uchwalono 5 ustaw zmieniających, co jest ewenementem w polskim porządku prawnym.